# Katni
Katni, también conocida como Mudwara o Murwara, (en hindi: कटनी ) es una localidad de la India, centro administrativo del distrito de Katni en el estado de Madhya Pradesh.

## Geografía
Se encuentra a una altitud de 381 m s. n. m. a 299 km de la capital estatal, Bhopal, en la zona horaria UTC +5:30.

## Demografía
Según estimación 2010 contaba con una población de 205 808 habitantes.